# ۳۸۰ (پیش از میلاد)
۳۸۰ (پیش از میلاد) ۳۸۰مین سال قبل از تقویم میلادی است.